# 노원 롯데캐슬 시그니처
노원 롯데캐슬 시그니처(영어: Nowon LOTTE CASTLE SIGNATURE)는 대한민국 서울특별시 노원구 덕릉로 753 (상계동)에 위치하고 있다.